# Gibsonton
Gibsonton ist ein census-designated place (CDP) im Hillsborough County im US-Bundesstaat Florida. Das U.S. Census Bureau hat bei der Volkszählung 2020 eine Einwohnerzahl von 18.566 ermittelt.

## Geographie
Gibsonton liegt an der Tampa Bay und rund zehn Kilometer südlich von Tampa. Der CDP wird vom Tamiami Trail (U.S. 41) und der Interstate 75 durchquert bzw. tangiert.

## Demographische Daten
Laut der Volkszählung 2010 verteilten sich die damaligen 14.234 Einwohner auf 5.999 Haushalte. Die Bevölkerungsdichte lag bei 427,4 Einw./km². 72,8 % der Bevölkerung bezeichneten sich als Weiße, 12,7 % als Afroamerikaner, 0,6 % als Indianer und 1,8 % als Asian Americans. 9,1 % gaben die Angehörigkeit zu einer anderen Ethnie und 3,1 % zu mehreren Ethnien an. 27,9 % der Bevölkerung bestand aus Hispanics oder Latinos.
Im Jahr 2010 lebten in 44,6 % aller Haushalte Kinder unter 18 Jahren sowie 16,7 % aller Haushalte Personen mit mindestens 65 Jahren. 71,1 % der Haushalte waren Familienhaushalte (bestehend aus verheirateten Paaren mit oder ohne Nachkommen bzw. einem Elternteil mit Nachkomme). Die durchschnittliche Größe eines Haushalts lag bei 2,97 Personen und die durchschnittliche Familiengröße bei 3,38 Personen.
33,0 % der Bevölkerung waren jünger als 20 Jahre, 31,2 % waren 20 bis 39 Jahre alt, 25,0 % waren 40 bis 59 Jahre alt und 11,0 % waren mindestens 60 Jahre alt. Das mittlere Alter betrug 31 Jahre. 50,4 % der Bevölkerung waren männlich und 49,6 % weiblich.
Das durchschnittliche Jahreseinkommen lag bei 40.525 $, dabei lebten 23,3 % der Bevölkerung unter der Armutsgrenze.
Im Jahr 2000 war Englisch die Muttersprache von 85,93 % der Bevölkerung und Spanisch sprachen 14,07 %.